# Schlauersbach

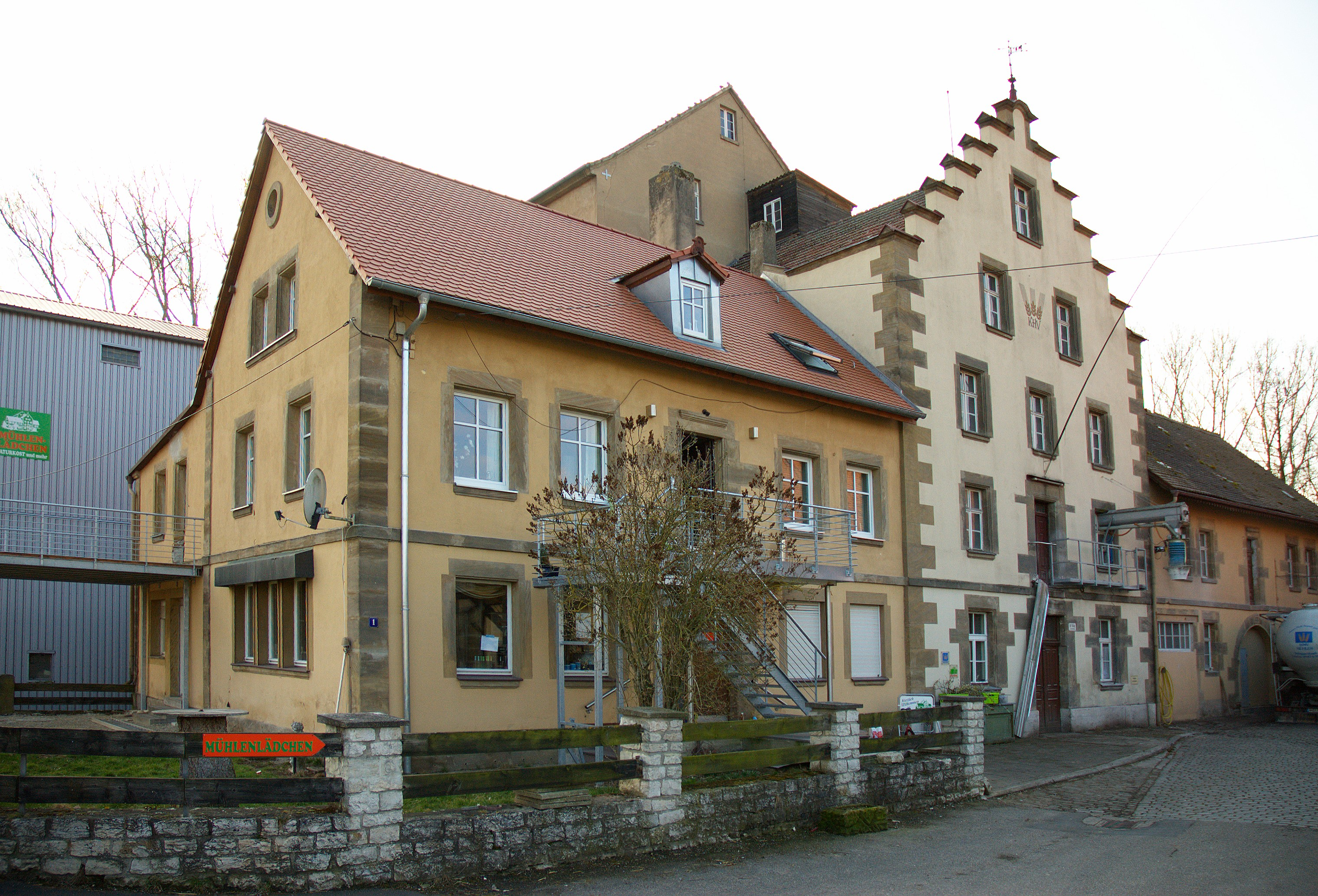
Haus Nr. 1: Die Kunstmühle

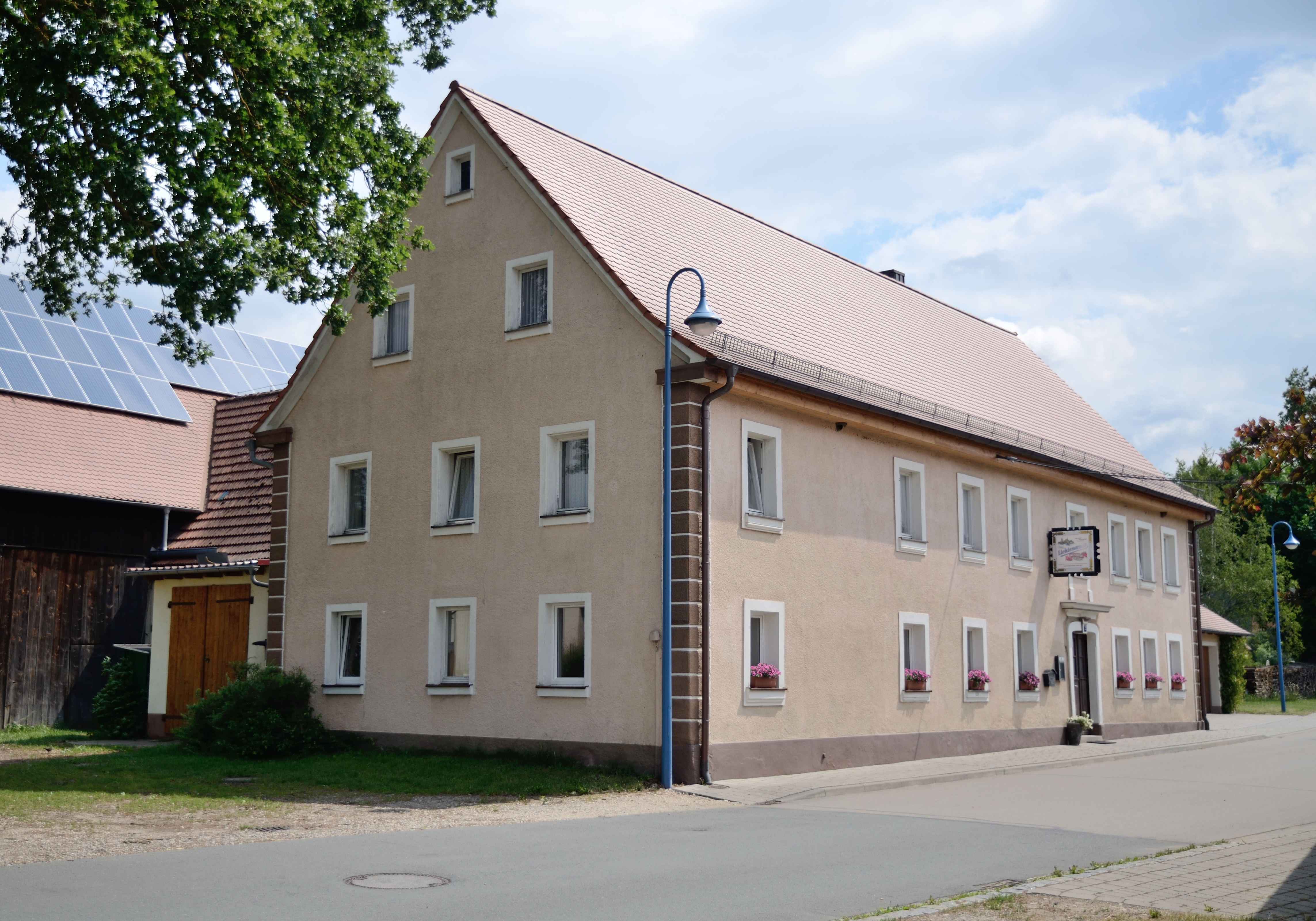
Haus Nr. 2: Gasthaus

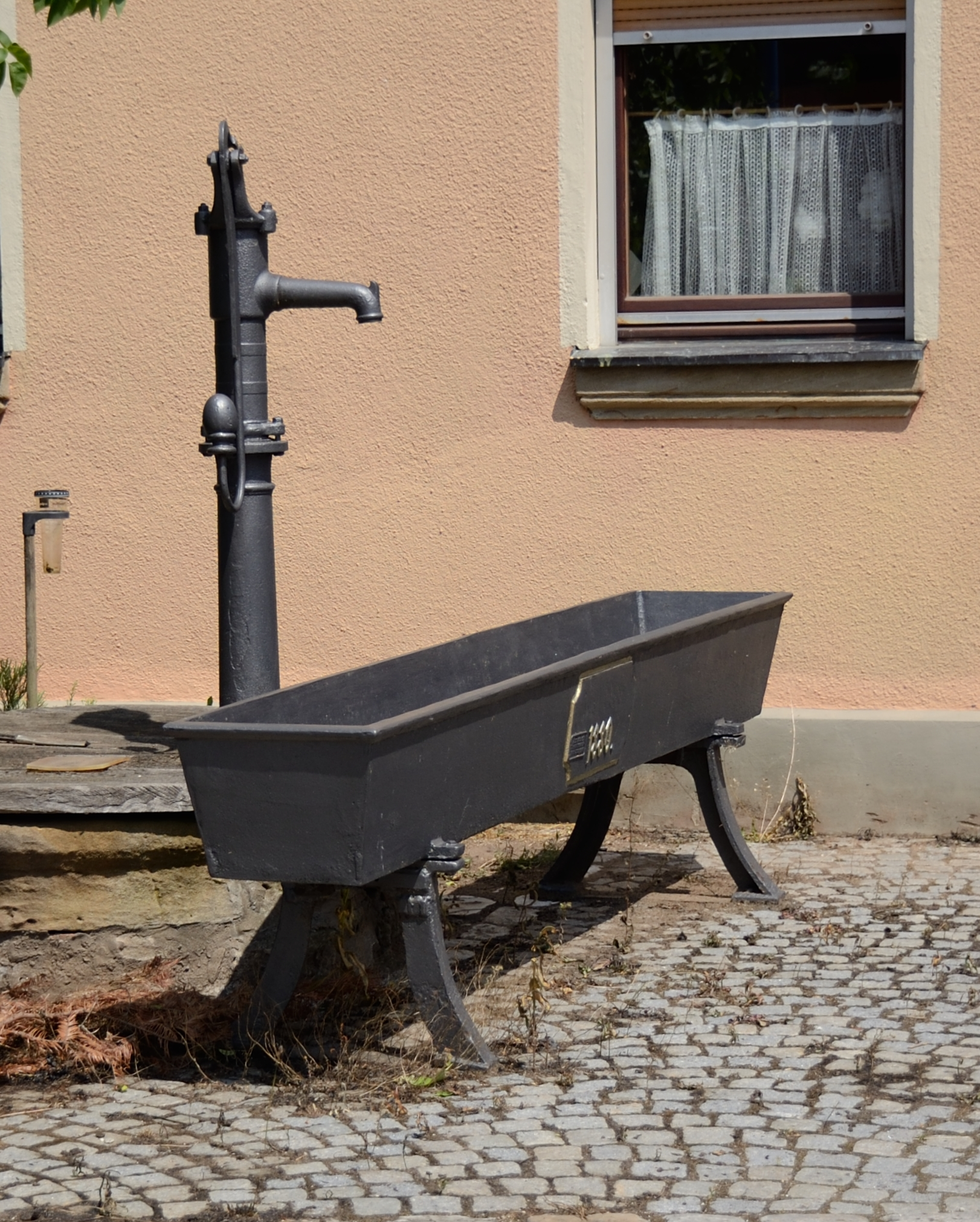
Brunnen, gusseiserner Pumpschwengel mit Eisenwanne vor Haus Nr. 8

Schlauersbach (fränkisch: Schlauaschba) ist ein Gemeindeteil des Marktes Lichtenau im Landkreis Ansbach (Mittelfranken, Bayern). Die Gemarkung Schlauersbach hat eine Fläche von 4,913 km². Sie ist in 741 Flurstücke aufgeteilt, die eine durchschnittliche Flurfläche von 6630,11 m² haben. In ihr liegen neben dem namensgebenden Ort die Gemeindeteile Bachmühle und Kirschendorf.

## Geografie
Das Dorf liegt am linken Auenrand des Tals der Fränkischen Rezat. Der Ziegendorfer Bach mündet einen Viertelkilometer, nachdem er den Ort durchquert hat, von links, der Zandtbach kurz vorher von der anderen Seite an der zum Dorf gehörenden Kunstmühle in die Rezat. Lichtenau liegt talaufwärts rund 5 km im Westen, etwa 3 km nordöstlich auf der Ebene über dem linken Talhang Sandleite des Ziegendorfer Bachs liegt Neuendettelsau, bis zum nächsten größeren Ort Windsbach talabwärts im Südosten sind es etwa 6 km. 850 Meter westlich des Ortes steht eine Kugeleiche, die als Naturdenkmal ausgezeichnet ist.
An Schlauersbach führt die Staatsstraße 2223 vorbei, die über Immeldorf zur Anschlussstelle 53 der A 6 (2,7 km westlich) bzw. über Bechhofen (2,6 km) und Neuses nach Windsbach verläuft (5,6 km östlich). Die Kreisstraße AN 14 führt nach Neuendettelsau (3 km nordöstlich) bzw. an der Hammerschmiede vorbei nach Rückersdorf (1 km südwestlich). Eine Gemeindeverbindungsstraße führt an der Bachmühle vorbei nach Ziegendorf (2,2 km nördlich).

## Geschichte
Der Ort wurde 1125 als „Slursbach“ erstmals urkundlich erwähnt. Der Ortsname leitet sich von einem gleichlautenden Gewässernamen ab (heute Rezat genannt), dessen Bestimmungswort das mittelhochdeutsche Wort „slûr“ (= träge) ist. Damit kann nicht der Bach gemeint sein, weil dies die Form „Slurbach“ (ohne Genetiv-s) voraussetzen würde, sondern der Gründer des Ortes, der – wohl aufgrund seiner Eigenschaften – diesen Übernamen bekam. Die Bezeichnung als „Armslauersbach“ (1476) verweist offensichtlich auf die damals bestehenden bescheidenen wirtschaftlichen Verhältnisse. Das Grundwort des Ortsnamens „-bach“ kann als Hinweis gelten, dass der Ort eine frühe Ausbausiedlung des 9. Jahrhunderts war.
Mitte des 13. Jahrhunderts waren alle Güter Würzburger Lehen unter der Vogtei von Wolfram von Dornberg. Am 2. Februar 1291 gelangten zwei Höfe an das Kloster Heilsbronn, die spätestens 1608 an das Ansbacher Stiftsamt bzw. die Herren von Crailsheim zu Thann gelangten. Zwei Höfe erhielt 1467 Hans von Eyb vom Würzburger Bischof zu Lehen, nachdem er diese von den Baumgarten aus Nürnberg gekauft hatte. 1518 erwarb Sebastian von Eyb das Rittergut Neuendettelsau und damit auch die fünf Höfe, die bis dahin den Herren von Seckendorff gehört haben. Somit unterstanden sieben Höfe den Herren von Eyb zu Neuendettelsau.
Im 16-Punkte-Bericht des Oberamts Windsbach aus dem Jahr 1608 wurden für Schlauersbach 10 Mannschaften verzeichnet: 1 Hof und 1 Gut unterstanden dem Stiftsamt Ansbach, 4 Höfe und 3 Köbler den Herren von Eyb zu Neuendettelsau und 1 Hof den Herren von Crailsheim zu Thann. Außerdem gab es ein Gemeindehirtenhaus. Das Hochgericht übte das brandenburg-ansbachische Kasten- und Stadtvogteiamt Windsbach aus.
Anfang des 18. Jahrhunderts kam es zu Neugründungen, die allesamt dem Kastenamt Windsbach unterstanden. 1718 wurden sie bei Johann Georg Vetter als die „neue RednizMühl [Haus Nr. 1], das Würthshauß [Nr. 2] und die Bachmühle [Nr. 17]“ bezeichnet. Die an der Rezat gelegene Mühle wurde 1872 zur Kunstmühle umgerüstet, die anstatt der Mahlsteine Metallwalzen hatte. Sie ist heute noch als Getreidemühle in Betrieb.
Gegen Ende des 18. Jahrhunderts gab es in Schlauersbach 14 Anwesen. Das Hochgericht und die Dorf- und Gemeindeherrschaft übte das Kasten- und Stadtvogteiamt Windsbach aus. Grundherren waren das Fürstentum Ansbach (Kastenamt Windsbach: 1 Hof, 4 Güter, 2 Mühlen, 1 Tafernwirtschaft, 1 Schmiedstatt; Stiftsamt Ansbach: 1 Gut; Spital Ansbach: 1 Hof) und das Rittergut Rügland der Herren von Crailsheim (2 Höfe, 2 Halbhöfe). Neben den Anwesen gab es noch kommunale Gebäude (Hirtenhaus, Schäferhaus). Es gab zu dieser Zeit 13 Untertansfamilien, von denen 10 ansbachisch waren. Von 1797 bis 1808 unterstand der Ort dem Justiz- und Kammeramt Windsbach.
1806 kam Schlauersbach an das Königreich Bayern. Im Rahmen des Gemeindeedikts wurde Schlauersbach dem 1808 gebildeten Steuerdistrikt Immeldorf und der 1810 gegründeten Ruralgemeinde Immeldorf zugeordnet. Mit dem Zweiten Gemeindeedikt (1818) entstand die Ruralgemeinde Schlauersbach, zu der Bachmühle und Kirschendorf gehörten. Sie war in Verwaltung und Gerichtsbarkeit dem Landgericht Heilsbronn zugeordnet und in der Finanzverwaltung dem Rentamt Windsbach. Von 1862 bis 1879 gehörte Schlauersbach zum Bezirksamt Heilsbronn, ab 1880 zum Bezirksamt Ansbach (1939 in Landkreis Ansbach umbenannt) und zum Rentamt Heilsbronn (1919–1929: Finanzamt Heilsbronn, seit 1929: Finanzamt Ansbach). Die Gerichtsbarkeit blieb beim Landgericht Heilsbronn (1879 in Amtsgericht Heilsbronn umbenannt), seit 1956 ist das Amtsgericht Ansbach zuständig.
Ab 1867 wurde die Hammerschmiede als Gemeindeteil erwähnt. Nach 1900, jedoch vor 1925 wurde sie nach Fischbach umgemeindet. Die Gemeinde hatte 1964 eine Gebietsfläche von 4,891 km².
Am 1. April 1971 wurde Schlauersbach im Zuge der Gebietsreform in Bayern in den Markt Lichtenau eingegliedert.

### Historische Karte

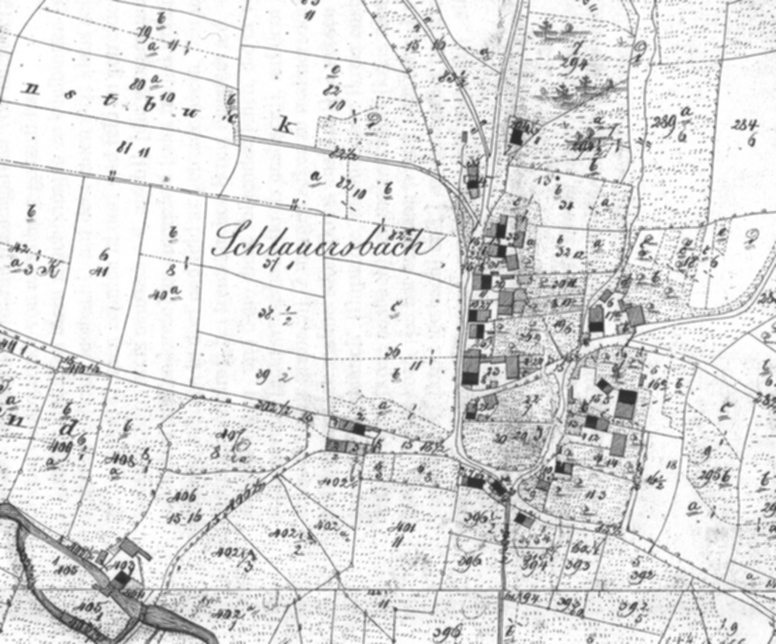
Ortsplan 1867

### Baudenkmäler
- Haus Nr. 2: Modern aufgestocktes Gasthaus mit Erdgeschoss des ausgehenden 18. Jahrhunderts; Korbbogenportal mit gerader Verdachung[25]
- Brunnen: gusseiserner Pumpschwengel mit Eisenwanne, bezeichnet „1880“; vor Haus Nr. 8[25]

### Bodendenkmäler
In der Gemarkung Schlauersbach gibt es drei Bodendenkmäler.

### Einwohnerentwicklung
Gemeinde Schlauersbach
| Jahr      | 1818   | 1840   | 1852   | 1855   | 1861   | 1867   | 1871   | 1875   | 1880   | 1885   | 1890   | 1895   | 1900   | 1905   | 1910   | 1919   | 1925   | 1933   | 1939   | 1946   | 1950   | 1952   | 1961   | 1970   |
| Einwohner | 150    | 184    | 181    | 174    | 178    | 205    | 212    | 193    | 184    | 198    | 188    | 186    | 188    | 205    | 201    | 190    | 189    | 175    | 189    | 278    | 261    | 231    | 199    | 211    |
| Häuser    | 27     | 29     |        |        |        |        | 34     |        |        | 36     | 37     |        | 37     |        |        |        | 35     |        |        |        | 35     |        | 39     |        |
| Quelle    | [ 27 ] | [ 28 ] | [ 29 ] | [ 29 ] | [ 30 ] | [ 31 ] | [ 32 ] | [ 33 ] | [ 34 ] | [ 35 ] | [ 36 ] | [ 37 ] | [ 38 ] | [ 37 ] | [ 39 ] | [ 37 ] | [ 40 ] | [ 37 ] | [ 37 ] | [ 37 ] | [ 41 ] | [ 37 ] | [ 22 ] | [ 42 ] |

Ort Schlauersbach
| Jahr      | 001818 | 001840 | 001861 | 001871 | 001885 | 001900 | 001925 | 001950 | 001961 | 001970 | 001987 | 002014 |
| Einwohner | 105    | 129    | 118    | 147    | 141    | 125    | 128    | 181    | 147    | 161    | 137    | 147    |
| Häuser    | 19     | 20     |        |        | 24     | 25     | 24     | 24     | 28     |        | 36     |        |
| Quelle    | [ 27 ] | [ 28 ] | [ 30 ] | [ 32 ] | [ 35 ] | [ 38 ] | [ 40 ] | [ 41 ] | [ 22 ] | [ 42 ] | [ 43 ] | [ 1 ]  |

## Religion
Schlauersbach ist seit der Reformation  evangelisch-lutherisch geprägt und nach St. Georg (Immeldorf) gepfarrt. Vier Anwesen waren jedoch bis ins 18. Jahrhundert nach St. Margareta (Windsbach) gepfarrt. Die Einwohner römisch-katholischer Konfession sind nach St. Johannes (Lichtenau) gepfarrt.